# Adobe Bridge
Adobe Bridge – oprogramowanie służące do zarządzania plikami multimedialnymi. Aplikacja została stworzona i wydana przez firmę Adobe Systems Incorporated jako część pakietu Creative Suite. Interfejs jest podobny do przeglądarki plików znanych w poprzednich wersjach programu Adobe Photoshop. Jest ona dostępna wraz ze wszystkimi wersjami pakietu Creative Suite (z wyjątkiem samodzielnej wersji programu Adobe Acrobat). Adobe Bridge jest skojarzony z aplikacją Photoshop, i może wykonywać pewne jej funkcje przetwarzania oddzielnie (i jednocześnie).
Adobe Bridge jest w znacznym stopniu konfigurowalny za pomocą JavaScript. Usługa Adobe Stock Photos została wprowadzona jako rozszerzenie Bridge.